# ایهاب محمد
ایهاب محمد (انگلیسی: Ehab Mohamed؛ زادهٔ ۴ آوریل ۱۹۵۷) بازیکن والیبال اهل مصر بود.